# Flygstaben (Finland)
Flygstaben eller Ilmavoimien esikunta är en högre ledningsstab inom finländska flygvapnet som verkat i olika former sedan 1928. Förbandsledningen är förlagd i Jyväskylä garnison i Tikkakoski.

## Historik
Flygstaben bildades 1928 och staben var från 1942 förlagd i stadsdelen Munksnäs i Helsingfors. Under fortsättningskriget verkade personalen vid flygstaben i Tikkakoski, dit staben officiellt förlades i december 1973.

## Verksamhet
Flygstaben leds av stabschefen för flygvapnet. Luftoperationscentralen är en enhet på divisionsnivå under stabschefen, som administrativt tillhör Flygvapnets högkvarter. Luftoperationscentralen fungerar som högsta ledningscentralen för det finska luftförsvaret och ansvarar bland annat för att övervaka och säkra den territoriella integriteten (AKV/AKT) vad gäller luftrummet.

## Ingående enheter
Flygstaben i Tikkakoski, under vilken sorterar tre luftförsvarsområden med var sin första linjens flygflottilj.
- Lapplands flygflottilj, Rovaniemi
- Satakunta flygflottilj, Birkala
- Karelens flygflottilj, Kuopio
- Luftkrigsskolan, Tikkakoski

## Förläggningar och övningsplatser
Flygstaben är sedan december 1973 förlagd till Jyväskylä garnison, fram till 2014 känd som Luonetjärvi garnison. Garnisonen uppfördes 1939 till Flygregemente 4, vilken senare var känd som Tavastlands flygflottilj och från 1974 Lapplands flygflottilj. År 2015 ändrades namnet på garnisonen från Luonetjärvi Garnison till Jyväskylä Garnison, samtidigt koncentrerades flygvapnets flygutbildning till Tikkakoski i och med att Flygkrigsskolan upplöstes och avvecklades.

## Förbandschefer
Flygstaben leds av stabschefen med operationschefen för flygvapnet som ställföreträdare.

### Kommendören för flygvapnet
- 1918–1918: Kapten Allan Hygerth
- 1918–1918: Kapten Carl Seber Tyska riket
- 1918–1919: Överstelöjtnant Torsten Aminoff
- 1919–1920: Överste Sixtus Hjelmman
- 1920–1926: Major Arne Somersalo
- 1926–1932: Överste Väinö Vuori
- 1932–1945: Generallöjtnant Jarl Lundqvist
- 1945–1952: Generallöjtnant Frans Helminen
- 1952–1958: Generallöjtnant Reino Artola
- 1958–1964: Generalmajor Olavi Seeve
- 1964–1968: Generallöjtnant Reino Turkki
- 1969–1975: Generallöjtnant Eero Salmela
- 1975–1987: Generallöjtnant Rauno Meriö
- 1987–1991: Generallöjtnant Pertti Jokinen
- 1991–1995: Generallöjtnant Heikki Nikunen
- 1995–1998: Generalmajor Matti Ahola
- 1998–2004: Generallöjtnant Jouni Pystynen
- 2005–2008: Generallöjtnant Heikki Lyytinen
- 2008–2012: Generallöjtnant Jarmo Lindberg
- 2012–2014: Generalmajor Lauri Puranen
- 2014–2017: Generalmajor Kim Jäämeri
- 2017–2019: Generalmajor Sampo Eskelinen
- 2019–2022: Generalmajor Pasi Jokinen
- 2022–20xx: Generalmajor Juha-Pekka Keränen

### Stabschefen för flygvapnet
- 1928–1932: Överstelöjtnant Lars Schalin
- 1932–1932: Överstelöjtnant Viljo Rekola
- 1932–1934: Överstelöjtnant Aarne Snellman
- 1934–1935: Överstelöjtnant Väinö Karikoski
- 1935–1940: Överstelöjtnant Jouna Alameri
- 1940–1942: Överstelöjtnant Olavi Sarko
- 1942–1942: Överstelöjtnant Knut Ilanko
- 1942–1949: Överste Risto Pajari
- 1949–1952: Överste Reino Artola
- 1953–1955: Överste Lasse Bremer
- 1955–1958: Överste Olavi Seeve
- 1958–1965: Överste Oskar Tuomisalo
- 1965–1968: Överste Eero Salmela
- 1968–1974: Överste Martti Uotinen
- 1974–1974: Överstelöjtnant Martti Pakarinen
- 1974–1983: Överste Kari Korttila
- 1984–1986: Överste Pertti Tolla
- 1986–1988: Överste Heikki Nikunen
- 1988–1991: Överste Jouko Knuutila
- 1991–1995: Överste Matti Ahola
- 1995–1996: Överste Osmo Tolvanen
- 1997–1998: Brigadgeneral Jouni Pystynen
- 1998–2006: Brigadgeneral Pekka Tuunanen
- 2006–2008: Brigadgeneral Jarkko Numminen
- 2009–2011: Brigadgeneral Lauri Puranen
- 2011–2014: Brigadgeneral Kari Salmi
- 2014–2017: Brigadgeneral Petri Tolla
- 2017–2020: Brigadgeneral Jari Mikkonen
- 2021–2022: Brigadgeneral Juha-Pekka Keränen
- 2022–20xx: Brigadgeneral Timo Herranen

## Namn, beteckning och förläggningsort
| Flygstaben | 1928-06-15 | – |  |

| ILMAVE | 1918-07-?? | – |  |

| Helsingfors (F) | 1942-??-?? | – | 1973-12-?? |
| Tikkakoski (F)  | 1973-12-?? | – |            |